# L'Amérique (chanson)
Singles de Joe Dassin
C'est la vie, Lily / Billy le Bordelais
(1970) La Fleur aux dents
(1971)
L'Amérique est une chanson du chanteur français Joe Dassin. Sortie en 1970, elle s'inscrit parmi les grands succès de son interprète.

## Histoire
Écrite par le parolier Pierre Delanoë, L'Amérique est l'adaptation française de la chanson Yellow River du groupe anglais Christie en 1970,,. Meilleure vente de l'année 1970, le disque se vend à plus de 670 000 exemplaires.

## Classement
L'Amérique entre dans le classement hebdomadaire des meilleures ventes françaises le 13 juin 1970. Il y atteint la 2e place et reste classé durant 30 semaines dans le Top 10.

## Dans la culture
- 2002 : Rire et Châtiment (bande originale - source : générique)